# Michael Fussinger
Johann Michael Fussinger (* 6. Dezember 1781 in Wiesbaden; † 5. Januar 1863 ebenda) war ein deutscher Schultheiß und Mitglied des Nassauischen Landtags.  

## Leben
Michael Fussinger wurde als Sohn des Gemeindevorstehers Johann Michael Fussinger (1754–1827) und dessen Ehefrau Anna Elisabeth Röper (1745–1818) geboren. Er erlernte wie sein Vater den Beruf des Schreiners und errichtete als Schreinermeister wichtige Gebäude in Wiesbaden und profitierte von der Stadterweiterung. Er betätigte sich politisch, kam 1814 in den Wiesbadener Stadtrat und  wurde 1824  Stadtschultheiß (heute Bürgermeister). Dieses Amt hatte er bis 1838 inne. 
Aus der Gruppe der Grundbesitzer des Wahlkreises Wiesbaden erhielt er 1846 ein Mandat für die Deputiertenkammer des Nassauischen Landtags und blieb bis 1848 in dem Parlament. 
Fussinger war Mitglied der Hospitalkommission in Wiesbaden.